# 横山信一
横山 信一（よこやま しんいち、1959年〈昭和34年〉7月21日 - ）は、日本の政治家、水産学博士。公明党所属の参議院議員（3期）、財務副大臣。
函館水産試験場科長、北海道議会議員（2期）、農林水産大臣政務官、復興副大臣などを歴任した。

## 略歴
- 1959年7月21日 - 北海道帯広市に生まれる[1]。
- 1972年3月 - 石狩町立南線小学校を卒業。
- 1975年3月 - 石狩町立花川中学校を卒業。
- 1978年3月 - 北海道札幌北陵高等学校を卒業。
- 1983年3月 - 北海道大学水産学部を卒業。
- 1990年3月 - 北海道大学大学院水産学研究科博士後期課程で単位取得。
- 1990年4月 - 北海道水産部に就職。
- 1990年8月 - 網走水産試験場に赴任。
- 1992年3月 - 水産学博士号を取得。
- 1997年6月 - 北海道立栽培漁業総合センター魚類2科長。
- 2002年4月 - 同函館水産試験場資源管理科長（2002年9月、退任）。
- 2003年4月 - 北海道議会議員に初当選（函館市選出、トップ当選）。
- 2007年4月 - 北海道議会議員に再選（同）。
- 2010年2月 - 2010年夏の参院選出馬のため、北海道議会議員を辞職。
- 2010年7月 - 参議院比例区の候補として公明党から出馬し、初当選。
- 2013年8月 - 参議院災害対策特別委員長に就任。
- 2013年9月 - 第2次安倍内閣で農林水産大臣政務官に就任（2014年9月、退任）。
- 2016年7月 - 第24回参議院議員通常選挙で参議院比例区から出馬し再選。
- 2019年9月 - 第4次安倍第2次改造内閣で復興副大臣に就任[2]。以降、菅内閣・第1次岸田内閣でも留任[3]。
- 2022年7月 - 第26回参議院議員通常選挙で参議院比例区から出馬し3選。
- 2024年10月 - 第1次石破内閣で財務副大臣に就任[4]。第2次石破内閣でも留任[5]。

## 評価
- 北海道議会議員時代、函館新聞から「水産学博士として、道南の基幹産業である水産業の振興などに尽力。昨年（2009年）末に政府の行政刷新会議が『廃止』と判定した産学官連携の『知的クラスター創成事業』の継続にも尽力した」と報じられた[6] 。

## 政治姿勢
地方を重視
地方議員出身の経験を生かし、「地方の切り捨てが横行している国政に対し、地方からの視点で、地方からの声を上げていく姿勢を貫きたい」と語っている 。函館出身者として、「函館には新産業を生み出す資質がたくさんある。函館が伸びていくチャンスをつかんで、大きく伸ばしていきたい」と語っている。
農林水産業を支援
水産業に長く関わってきた経験から、「水産業を含めた1次産業、環境問題を切り口に訴えたい」と語っている。
「食と環境、ヒューマンパワーをキーワードに、地方からの視点を生かしていきたい」と語っている。
農業者戸別所得補償制度について「全国一律では道内の農・漁業者は不利益を受ける」と指摘し、「地域の視点に立った政策が必要。地域の現場を知る強みを生かしていきたい」と語っている。
国の平成22年度予算で農業基盤整備費が削減されたことについて「生産現場を見ていない」と批判。2009年の冷湿害発生を取り上げ、「土地改良事業は、まだまだ必要。参院選に向け強い北海道農業を守る政策を訴えたい」と語っている。
障害者を支援
障害者の子をもち、地方議員時代に障害者支援の政策に取り組んできたことをふまえ、「1次産業をはじめとした経済対策、障害者福祉などにしっかりと取り組みたい」と語っている。
雇用対策
「農林水産業の中から新産業を育成し、雇用を確保していきたい」と語っている。
選択的夫婦別姓制度
選択的夫婦別姓制度導入に賛成している。

## 著作

### 博士論文
- 『噴火湾およびその沖合におけるアカガレイの分布および摂餌に関する生態学的研究』（水産学博士、甲種、北海道大学、1993年）

### 論文・記事
- CiNii>横山信一

## 支持団体
- 北海道水産政治協会 - 北海道内の漁協組合長などで構成される団体（会長＝桜庭武弘・北海道漁連会長）。2010年4月、参院選比例代表で横山氏の支持を決定した。報道によると、同協会は「横山氏については、水産学博士で水産業界の専門家であることから支持を決めた」[11] 。

## 人物
- 家族は妻・長男・次男[15]。
- 趣味は野花の写真を撮ること[15]。
- 好きな食べものはキムチ[15]。
- 手本とする政治家は上杉鷹山。尊敬する人物はガンディー[15]。
- 潜水士の資格を持っている[15]。

## 所属団体・議員連盟
- アイヌ政策を推進する議員の会[16]

## 選挙歴
| 当落 | 選挙                     | 執行日         | 年齢 | 選挙区       | 政党   | 得票数     | 得票率 | 定数 | 得票順位 /候補者数 | 政党内比例順位 /政党当選者数 |
| ---- | ------------------------ | -------------- | ---- | ------------ | ------ | ---------- | ------ | ---- | ------------------ | ---------------------------- |
| 当   | 2003年北海道議会議員選挙 | 2003年4月13日  | 43   | 函館市選挙区 | 公明党 | 1万8557票  | ーー   | 6    | 1/10               | /                            |
| 当   | 2007年北海道議会議員選挙 | 2007年4月8日   | 47   | 函館市選挙区 | 公明党 | 1万8343票  | ーー   | 6    | 1/9                | /                            |
| 当   | 第22回参議院議員通常選挙 | 2010年07月11日 | 50   | 参議院比例区 | 公明党 | 57万9793票 | 7.58%  | 48   | /                  | 3/6                          |
| 当   | 第24回参議院議員通常選挙 | 2016年07月10日 | 56   | 参議院比例区 | 公明党 | 60万6889票 | 8.01%  | 48   | /                  | 3/7                          |
| 当   | 第26回参議院議員通常選挙 | 2022年07月10日 | 62   | 参議院比例区 | 公明党 | 41万5178票 | 6.71%  | 50   | /                  | 2/6                          |